# Богданович, Анна
А́нна Богдано́вич (бел. Ганна Багдановіч; род. 14 октября 1983, Минск) — белорусская легкоатлетка, специалистка по бегу на короткие дистанции. Выступала за сборную Белоруссии по лёгкой атлетике в конце 2000-х — начале 2010-х годов, призёрка первенств национального значения, участница летних Олимпийских игр в Пекине.

## Биография
Анна Богданович родилась 14 октября 1983 года в Минске.
Впервые заявила о себе в лёгкой атлетике на международном уровне в сезоне 2008 года, когда вошла в состав белорусской национальной сборной и выступила на Кубке Европы в помещении в Москве, где в зачёте бега на 60 метров стала третьей. Благодаря череде удачных выступлений удостоилась права защищать честь страны на летних Олимпийских играх в Пекине — в программе эстафеты 4 × 100 метров стартовала вместе с Юлией Нестеренко, Оксаной Драгун и Анастасией Шуляк, но с результатом 43,69 не смогла преодолеть предварительный квалификационный этап.
После пекинской Олимпиады Богданович осталась действующей спортсменкой на ещё один олимпийский цикл и продолжила принимать участие в крупнейших международных стартах. Так, в 2009 году в эстафете 4 × 100 метров она стала серебряной призёркой в Первой лиге командного чемпионата Европы в Бергене, в той же дисциплине отметилась выступлением на чемпионате мира в Берлине.
В 2011 году бежала эстафету 4 × 100 метров на чемпионате мира в Тэгу.
Завершила спортивную карьеру в 2013 году.